# Yu-Zhan
Yu-Zhan (chinesisch: 毓嶦; Pinyin: Yūzhān, Höflichkeitsname: 君固 Jūngù; * 1923 in Dalian, Provinz Liaoning in der Mandschurei im Nordosten der damaligen Republik China; † 8. Juli 2016) war ein chinesischer Kalligraf.
Er stammte aus der Mandschufamilie der Aisin Gioro, die das Herrscherhaus der letzten chinesischen Kaiserdynastie, der Qing-Dynastie, war.

## Leben
Yu Zhan entwickelte bereits als Kind eine Liebe zur chinesischen Kalligrafie und erlernte den Stil der kaiserlichen Qing-Dynastie. In der Zeit des japanischen Marionettenstaates Mandschukuo waren Yu Zhan und sein Vater in den Diensten des Kaisers Puyi. Er ererbte 1936 von seinem Vater Puwei den Titel Fürst Gong des ersten Ranges der Qing-Dynastie (恭親王; Pinyin: Gōngqīnwáng).
Zum Ende des Zweiten Weltkrieges wurde Yu Zhan von sowjetischen Truppen festgesetzt und verbrachte die Jahre bis 1949 im Zentralen Gefängnis für Kriegsverbrecher in Fushun, Provinz Liaoning. Während der Kulturrevolution, in der Zeit von 1966 bis 1976, wurde er vom kommunistischen Regime zu Zwangsarbeit verurteilt.
Yu Zhan war ein geachteter Vertreter der chinesischen Kalligrafie und spezialisiert auf die semi-kursive Schrift und die Grasschrift. Er lebte in Peking.